# 窄条光唇鱼
窄条光唇鱼（学名：Acrossocheilus stenotaeniatus）为輻鰭魚綱鯉形目鲤科光唇鱼属的鱼类。在中国，分布于珠江水系和海南岛等，一般栖息于山溪激流。该物种的模式产地在富宁县剥隘。

## 扩展阅读
維基物種上的相關：窄条光唇鱼